# Stikstofbinding (scheikunde)
Stikstofbinding verwijst naar ieder scheikundig proces waarmee vrije stikstof uit de atmosfeer (stikstofgas) wordt omgezet in gebonden stikstof, dat wil zeggen: chemische verbindingen met andere elementen waarin stikstof voorkomt. Gebonden stikstof is onontbeerlijk als (kunst)meststof voor plantengroei en dus voor de landbouw. Via aminozuren is de stikstof een bouwsteen voor eiwitten.
Aangezien de stikstofbinding in de vrije natuur (zoals de stikstoffixatie door micro-organismen in de wortelstelsels van enkele plantensoorten en bij elektrische ontladingen in de atmosfeer) kwantitatief niet langer voldoende is om de voor voedselproductie noodzakelijke hoeveelheid stikstof te binden, moesten synthetische processen de natuur hierbij helpen. Het voornaamste proces is het Haber-Boschproces, waarbij waterstofgas en stikstofgas onder hoge temperatuur en druk reageren tot ammoniak. Andere wegen die ooit ook industriële toepassing hadden, zijn:
- Het Birkeland-Eydeproces, waarbij atmosferische lucht, eventueel zuurstofverrijkt, door een vlamboog wordt geleid en waarbij een ca. 3% stikstofmonoxidehoudend gas ontstaat. Dit wordt door verdere oxidatie en absorptie in water omgezet in salpeterzuur.
- Het cyaanamide-proces: calciumcarbide en stikstofgas worden in een elektrische oven tot 3000°C verhit met als product het direct als stikstofmeststof bruikbare calciumcyaanamide.
- De nitrideprocessen: stikstof wordt bij hoge temperatuur over een gesmolten metaal geleid, waarbij vrijwel kwantitatief het overeenkomstig nitride ontstaat. Een voorbeeld van een dergelijke verbinding is magnesiumnitride.